# Olius
Olius (em catalão e oficialmente) ou Olíus (em castelhano) é um município da Espanha na comarca de Solsonès, província de Lérida, comunidade autónoma da Catalunha. Tem 54,5 km² de área e em 2021 tinha 962 habitantes (densidade: 17,7 hab./km²).

## Demografia
| Variação demográfica do município entre 1991 e 2004 [carece de fontes?] | Variação demográfica do município entre 1991 e 2004 [carece de fontes?] | Variação demográfica do município entre 1991 e 2004 [carece de fontes?] | Variação demográfica do município entre 1991 e 2004 [carece de fontes?] |
| ----------------------------------------------------------------------- | ----------------------------------------------------------------------- | ----------------------------------------------------------------------- | ----------------------------------------------------------------------- |
| 1991                                                                    | 1996                                                                    | 2001                                                                    | 2004                                                                    |
| 486                                                                     | 482                                                                     | 566                                                                     | 610                                                                     |